# Çamoluk (district)
Çamoluk is een Turks district in de provincie Giresun en telt 7.588 inwoners (2007). Het district heeft een oppervlakte van 400,8 km². Hoofdplaats is Çamoluk.
De bevolkingsontwikkeling van het district is weergegeven in onderstaande tabel.
| 1997   | 2000   | 2007  |
| ------ | ------ | ----- |
| 10.784 | 14.715 | 7.588 |